# Kabarole (district)
Le district de Kabarole est un district de la région Ouest de l'Ouganda. Son chef-lieu est Fort Portal.

## Histoire
En 2017, la partie sud du district en a été séparée pour former le district de Bunyangabu. 